# Bori (Hausa)

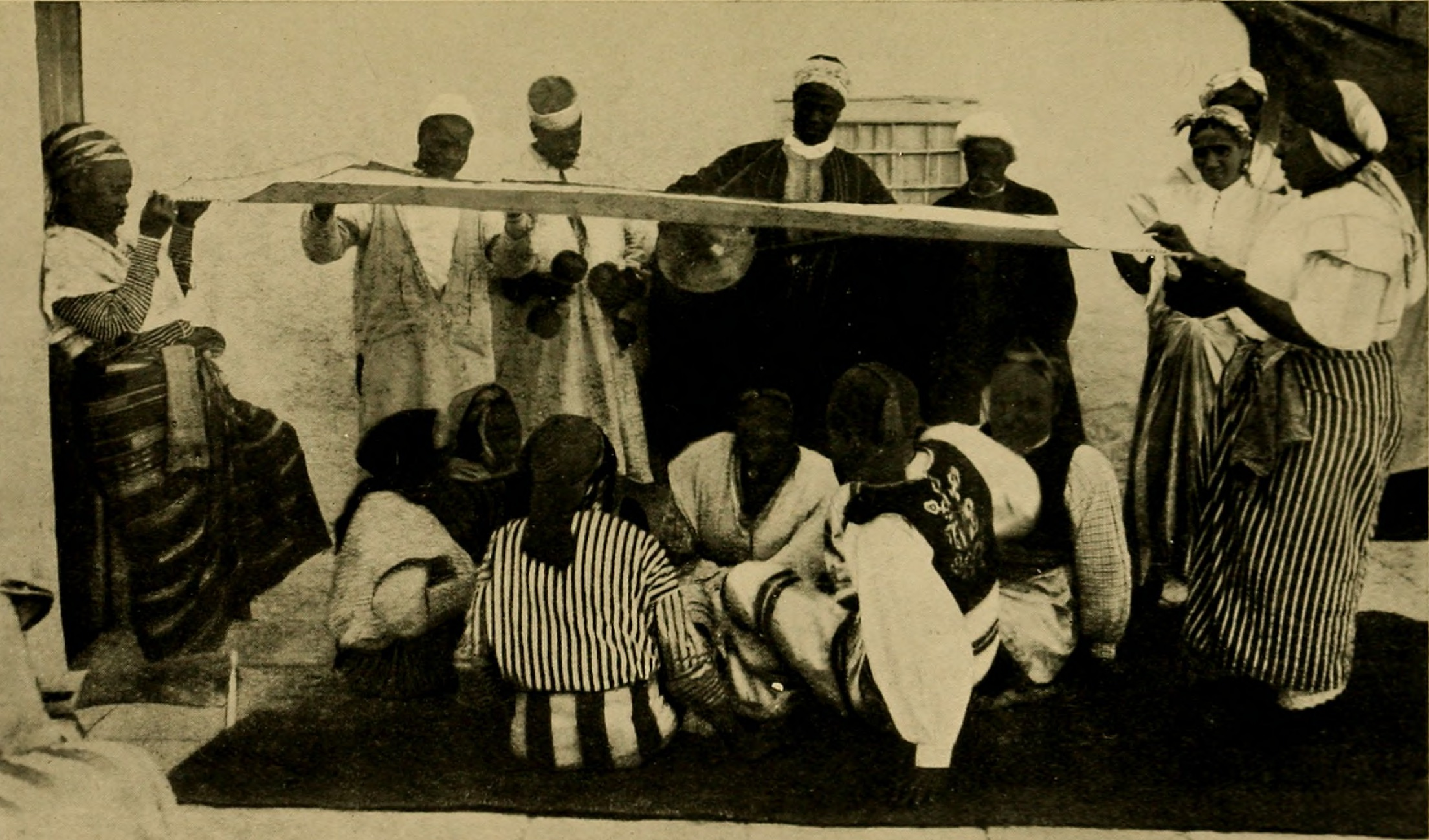
Bori-Kult. Fotografie in A. J. N. Tremearne: The Ban of Bori, 1914

Bori ist der traditionelle Besessenheitskult der Hausa in Niger und Nigeria.
Zu seinem wichtigsten Zentrum entwickelte sich ab 1860 der Ort Chikal im heutigen Niger. Bis zur Einführung der Scharia im Jahr 2000 wurde der Kult in allen Hausastädten im Norden Nigerias praktiziert. Er steht mit dem dortigen Dodo-Kult in Beziehung.
Alle Mitglieder des Bori-Kultes betrachten sich selbst als Muslime. Ihr Kult wird von toleranten Muslimen geduldet, da die vormaligen Gottheiten des Kultes heutzutage als Geistwesen (iska, Pl. iskoki) angesehen werden. Im Zuge der Durchsetzung der Scharia wurde der Kult in radikalen Staaten wie Zamfara, Sokoto, Kano und zum Teil auch Kebbi völlig eliminiert. In toleranteren Staaten ist es den Adepten weiterhin gestattet, ihren Kult in geschlossenen Räumen unter sich zu praktizieren.
Die Bori-Adepten vereinigen sich bei besonderen Gelegenheiten, und unter Gesang und Musik verwandeln sich die aktiven Mitglieder in Medien ihrer Geister. Das führende Musikinstrument bei der Durchführung der Tanzzeremonie ist die einsaitige Spießgeige goge. Hinzu kommen die Sanduhrtrommel kalangu und perkussiv eingesetzte Kalebassen oder Blechkanister. Die Teilnehmer werden dementsprechend gekleidet und sie verhalten sich dann auch so wie die Götter, die sie darstellen. Die Preislieder an die Geister und die Verhaltensweisen der Medien liefern wichtige Anhaltspunkte zur Rekonstruktion der vorislamischen Götterwelt der Hausa. Dieses Material kann auch zum Verständnis der vormaligen sakralen Königtümer der Hausa herangezogen werden.
Neben dem von der ethnologischen Forschung gut untersuchten Bori-Kult gibt es im Norden Nigerias weniger bekannte Besessenheitskulte wie Badiri bei den Schua-Arabern, Badire bei den Kotoko und Gusa vala bei den Malgwa. Zu letzterem Ritual spielt ein Orchester Flöte (gulve), Kürbisrassel und Wassertrommel. Vergleichbare besitzergreifende Geister in Afrika sind die Vimbuza-Geister in Sambia und Malawi und der Pepo-Geist in Tansania. Im islamischen Umfeld gibt es den Zar-Kult in Ägypten und Sudan, den Derdeba-Kult bei den Gnawa in Marokko, der dem tunesischen Stambali entspricht, den Geist Aisha Qandisha in Marokko und bei den Tuareg werden Geister mit Tendé-Musik besänftigt. 